# Bauerschaft Rottberg
Die Bauerschaft Rottberg war bis zum 19. Jahrhundert eine der untersten Verwaltungseinheiten im ländlichen Außenbezirk der bergischen Bürgermeisterei Hardenberg im Kreis Elberfeld des Regierungsbezirks Düsseldorf innerhalb der preußischen Rheinprovinz. Ihr Kerngebiet erstreckt sich auf den gleichnamigen Berg Rottberg.
Zuvor gehörte die Bauerschaft zur Herrschaft Hardenberg im Herzogtum Berg. Im Zuge einer Verwaltungsreform innerhalb des Großherzogtums Berg wurde 1808 die Bürgermeisterei Hardenberg gebildet.
Laut der Statistik und Topographie des Regierungsbezirks Düsseldorf von 1832 gehörten zu der Bauerschaft folgende untergeordnete Ortschaften und Wohnplätze: Im Nickhorn, Hausmanns, Rottberg, Birnbaum, Am alten Haus, Willinghaus, Im Sondern, Zu Rudenhaus, Zu Pippes und In der Röbbeck.
Das Gemeindelexikon für die Provinz Rheinland listet die Ortschaften und Wohnplätze 1888 detailliert auf: Abkesberg, Altenhaus, Asbeck, Birnbaum, Birnbaumskothen, Blotschenkothen, Brügel, Buschkothen, Felgen, Haus Hackland, Kotten Hackland, Hasenhütte, Hausmanns, Hausmannsberg, Hefel, Hefelschmiede, Hoffnung, Kleppen, Knebelssiepen, Krähenberg, Kuhlen, Läppchen, Langenfeld, Neuenhaus, Nickhorn, Niermannskothen, Pepes, Petersburg, Oberhauk, Reinhardtshütte, Röbbeck, Rottberger Schule, Rudenhaus, Scharpenberg, Sondern, Sonnenblume, Spring, Timpen, Unterhauk, Vogelsang, Waldbeerstrauch, Willinghaus, Willinghauskothen und Winnacker. Zu dieser Zeit lebten in diesen Orten 428 Menschen in 55 Wohnhäusern.